# Publio Servilio Casca
Publio Servilio Casca Longo (in latino Publius Servilius Casca Longus; Roma, ... – Filippi, 42 a.C.) è stato uno degli assassini di Gaio Giulio Cesare, ucciso il 15 marzo 44 a.C..

## Biografia
Sebbene la sua famiglia fosse fedele a Cesare, Publio Servilio e suo fratello Gaio Servilio Casca, anch'egli amico di Cesare, parteciparono all'assassinio. Casca sferrò il primo colpo, attaccando Cesare da dietro e colpendolo sul collo, dopo che Lucio Tillio Cimbro ebbe distratto il senatore afferrandone la toga. Solo dopo gli altri assassini si unirono ai due.
Fu poi tribuno della plebe; proscritto venne privato della sua caricae dovette fuggire da Roma per andare in Oriente presso Marco Giunio Bruto e Gaio Cassio Longino, morì suicida nel 42 a.C. in seguito alla sconfitta nella battaglia di Filippi.

### Triumvir monetalis
Casca è stato triumvir monetalis e ha emesso due monete, un denario e un aureo.
Sul primo è raffigurato accanto al suo nome il dio Nettuno e al rovescio, accanto al nome di Bruto e al titolo di imperator, una Vittoria che cammina sopra uno scettro spezzato. 
Sull'aureo è presente al dritto il ritratto di Bruto e al rovescio è raffigurato un trofeo militare posto sopra due prore.

## Rappresentazioni drammatiche e cinematografiche
- È chiamato "invidioso Casca" da Marco Antonio nell'opera di William Shakespeare Giulio Cesare (1599): "Vedi ciò che di male ha fatto l'invidioso Casca". Questa citazione, a sua volta, è diventata il titolo di un romanzo giallo di Georgette Heyer.
- Nel film sul Giulio Cesare di Shakespeare del 1953, Casca è interpretato da Edmond O'Brien.
- Nel film Cleopatra (1963), Casca è interpretato da Carroll O'Connor.
- Nel film 23 pugnali per Cesare (1970), Casca è interpretato da Robert Vaughn.
- Nella serie televisiva Roma (2005-07), Casca è interpretato da Peter Gevisser.